# Grand Prix Itálie 1974
Grand Prix Itálie 1974 (oficiálně XLV Gran Premio d'Italia) se jela na okruhu Autodromo Nazionale Monza v Monze v Itálii dne 8. září 1974. Závod byl třináctým v pořadí v sezóně 1974 šampionátu Formule 1.

## Závod
| Poř.   | No. | Jezdec               | Konstruktér       | Počet kol | Čas/Odstoupení | Pořadí na startu | Body |
| ------ | --- | -------------------- | ----------------- | --------- | -------------- | ---------------- | ---- |
| 1      | 1   | Ronnie Peterson      | Lotus-Ford        | 52        | 1:22:56.6      | 7                | 9    |
| 2      | 5   | Emerson Fittipaldi   | McLaren-Ford      | 52        | + 0.8          | 6                | 6    |
| 3      | 3   | Jody Scheckter       | Tyrrell-Ford      | 52        | + 24.7         | 12               | 4    |
| 4      | 20  | Arturo Merzario      | Iso-Marlboro-Ford | 52        | + 1:27.7       | 15               | 3    |
| 5      | 8   | Carlos Pace          | Brabham-Ford      | 51        | + 1 kolo       | 3                | 2    |
| 6      | 6   | Denny Hulme          | McLaren-Ford      | 51        | + 1 kolo       | 19               | 1    |
| 7      | 28  | John Watson          | Brabham-Ford      | 51        | + 1 kolo       | 4                |      |
| 8      | 26  | Graham Hill          | Lola-Ford         | 51        | + 1 kolo       | 21               |      |
| 9      | 33  | David Hobbs          | McLaren-Ford      | 51        | + 1 kolo       | 23               |      |
| 10     | 16  | Tom Pryce            | Shadow-Ford       | 50        | + 2 kola       | 22               |      |
| 11     | 4   | Patrick Depailler    | Tyrrell-Ford      | 50        | + 2 kola       | 10               |      |
| Ret    | 11  | Clay Regazzoni       | Ferrari           | 40        | Motor          | 5                |      |
| Ret    | 12  | Niki Lauda           | Ferrari           | 32        | Motor          | 1                |      |
| Ret    | 2   | Jacky Ickx           | Lotus-Ford        | 30        | Klapka         | 16               |      |
| Ret    | 27  | Rolf Stommelen       | Lola-Ford         | 25        | Zavěšení       | 14               |      |
| Ret    | 21  | Jacques Laffite      | Iso-Marlboro-Ford | 22        | Motor          | 17               |      |
| Ret    | 17  | Jean-Pierre Jarier   | Shadow-Ford       | 19        | Motor          | 9                |      |
| Ret    | 10  | Vittorio Brambilla   | March-Ford        | 16        | Motor          | 13               |      |
| Ret    | 29  | Tim Schenken         | Trojan-Ford       | 15        | Převodovka     | 20               |      |
| Ret    | 7   | Carlos Reutemann     | Brabham-Ford      | 12        | Převodovka     | 2                |      |
| Ret    | 9   | Hans Joachim Stuck   | March-Ford        | 11        | Šasi           | 18               |      |
| Ret    | 15  | Henri Pescarolo      | BRM               | 3         | Motor          | 25               |      |
| Ret    | 24  | James Hunt           | Hesketh-Ford      | 2         | Motor          | 8                |      |
| Ret    | 37  | François Migault     | BRM               | 1         | Převodovka     | 24               |      |
| Ret    | 14  | Jean-Pierre Beltoise | BRM               | 0         | Elektronika    | 11               |      |
| DNQ    | 19  | José Dolhem          | Surtees-Ford      |           |                |                  |      |
| DNQ    | 31  | Carlo Facetti        | Brabham-Ford      |           |                |                  |      |
| DNQ    | 18  | Derek Bell           | Surtees-Ford      |           |                |                  |      |
| DNQ    | 25  | Mike Wilds           | Ensign-Ford       |           |                |                  |      |
| DNQ    | 30  | Chris Amon           | Amon-Ford         |           |                |                  |      |
| DNQ    | 23  | Leo Kinnunen         | Surtees-Ford      |           |                |                  |      |
| Zdroj: |     |                      |                   |           |                |                  |      |

## Průběžné pořadí po závodě
Pohár jezdců
| Pořadí | Jezdec             | Body |
| ------ | ------------------ | ---- |
| 1      | Clay Regazzoni     | 46   |
| 2      | Jody Scheckter     | 45   |
| 3      | Emerson Fittipaldi | 43   |
| 4      | Niki Lauda         | 38   |
| 5      | Ronnie Peterson    | 31   |
| Zdroj: |                    |      |

Pohár konstruktérů
| Pořadí | Konstruktér  | Body    |
| ------ | ------------ | ------- |
| 1      | McLaren-Ford | 61 (63) |
| 2      | Ferrari      | 59      |
| 3      | Tyrrell-Ford | 49      |
| 4      | Lotus-Ford   | 38      |
| 5      | Brabham-Ford | 26      |
| Zdroj: |              |         |